# L'Épreuve (Angel)
Pour les articles homonymes, voir L'Épreuve.
L'Épreuve est le 9e épisode de la saison 2 de la série télévisée Angel. Dans cet épisode, Angel apprend que Darla souffre de la syphilis et est sur le point de mourir. Pour la sauver, il décide de passer des épreuves : s'il réussit Darla sera guérie.

## Synopsis
Toujours obsédé par Darla, Angel a demandé à Gunn de la retrouver. Mais Lindsey McDonald la trouve avant lui et la ramène aux locaux de Wolfram & Hart, où il lui apprend qu'elle est atteinte de syphilis à un stade terminal intraitable, vestige de sa première vie. Encore plus persuadée que sa seule chance de survie est de redevenir vampire, elle essaye de se faire mordre par un vampire minable dans un bar, mais Angel la retrouve à temps. Apprenant son état de santé, Angel va voir Lindsey pour être certain de sa maladie. Outre cette certitude, il découvre l'amour de Lindsey pour Darla.
Angel décide alors de demander de l'aide à Lorne qui lui conseille à contrecœur un endroit dangereux où elle pourrait être guérie. Il s'y rend avec Darla : il doit passer trois épreuves pour la sauver et, s'il échoue, ils meurent tous les deux. Elles consistent à vaincre un démon à mains nues, traverser un couloir rempli de croix et d'eau bénite, et enfin d'accepter de mourir pour sauver Darla. Angel accepte, mais n'est pas vraiment tué, il s'agissait d'un dernier test pour vérifier sa détermination. Mais il s'avère que Darla, ayant déjà été ressuscitée, ne peut avoir une nouvelle seconde chance. En voyant à quel point Angel tient à elle, Darla accepte son châtiment, et d'être accompagné par Angel jusqu'à la fin. Mais des hommes défoncent la porte, neutralisent Angel, et Lindsey fait entrer Drusilla, qui transforme à nouveau Darla en vampire.
Parallèlement, dans cet épisode, des flashbacks présentent Angel et Darla en France, en 1765, où ils sont pourchassés par un humain chausseur de vampires du nom de Holtz. Alors que leur abri est en flammes, Darla abandonne Angel en prenant leur seul cheval, et en lui donnant rendez-vous à Vienne, s'il survit.